# 将来型長距離強襲機
将来型長距離強襲機（Future Long-Range Assault Aircraft, FLRAA, 「フローラ」と発音）計画は、将来型垂直離着陸機（Future Vertical Lift, FVL）計画の一部をなすものであり、シコルスキーUH-60ブラック・ホークの後継機を開発するため、2019年にアメリカ陸軍により開始された計画である。FLRAAは、1970年代の初めに開発され1979年6月から運用されてきたUH-60と同じく、アメリカ特殊作戦コマンドおよびアメリカ海兵隊に装備されることになる。統合多用途技術実証（Joint Multi-Role Technology Demonstrator, JMR-TD）計画においては、FLRAAの要求性能に基づいた試作機の設計およびデータの収集が行われた。
2019年4月には、情報提供依頼書（request for information, RFI）が発出され、本計画に関心のある製造業者の公募が行われた。FLRAAの装備化は、UH-60の運用期間が50年に達し、その退役が予想される2030年に予定されている。

## 設計目標
RFIによれば、1機あたりの目標価格は、4,300万ドルに設定されている。FLRAAが飛行する地域や経路は、将来型攻撃偵察機（Future Attack Reconnaissance Aircraft, FARA）計画において開発される偵察ヘリと無人機によって、あらかじめ確保されていることが想定されている。FLRAA計画においては、UH-60よりも機敏に、かつ高速で飛行可能な航空機の開発が目標とされている。
| 項目                   | 必要な性能                             | 必要な性能                                      | 望ましい性能                           | 望ましい性能                                    |
| 項目                   | 陸軍                                   | 海兵隊                                          | 陸軍                                   | 海兵隊                                          |
| ---------------------- | -------------------------------------- | ----------------------------------------------- | -------------------------------------- | ----------------------------------------------- |
| 戦闘行動半径（無給油） | 200海里 (370 km; 230 mi)               | 365海里 (676 km; 420 mi)                        | 300海里 (560 km; 350 mi)               | 450海里 (830 km; 520 mi)                        |
| 航続距離（無給油）     | 1,725海里 (3,195 km; 1,985 mi)         | —                                               | 2,440海里 (4,520 km; 2,810 mi)         | —                                               |
| 最大巡航速度（連続）   | 250ノット (460 km/h; 290 mph)          | 275 - 305ノット (509 - 565 km/h; 316 - 351 mph) | 280ノット (520 km/h; 320 mph)          | 295 - 330ノット (546 - 611 km/h; 339 - 380 mph) |
| ペイロード（機内）     | 300 lb/ft²の荷重に耐えられるキャビン床 | 4,400ポンド (2,000 kg)                          | 300 lb/ft²の荷重に耐えられるキャビン床 | 5,200ポンド (2,400 kg)                          |
| 搭乗者数               | 12                                     | 8                                               | 12                                     | 8                                               |

注釈
1. 1 2  最大積載量、戦闘行動30分、標準ミッション・プロファイル
2. ↑  真対気速度
3. 1 2  最小値は連続最大出力の90%、最大値は定格出力の100%を使用した場合。標準ミッション・プロファイルを使用
4. 1 2  12名の搭乗者（8名の兵員、2名のパイロット、2名の乗員）を含む。
5. ↑  乗員を除く
6. 1 2  人員1名あたりの重量を365 lb (166 kg) と仮定

## 歴史
FLRAA計画は、FVL計画の一部を構成するものとして開始された。
2016年、少将ウイリアム・ゲイラーは、最初のFVLは中量級の機体になると発表した。FLRAA計画のスケジュールは、同じくFVL計画の一部であり、2014年に退役したベルOH-58カイオワの後継機となる武装偵察用の軽量級ヘリコプターを開発するFARA計画のスケジュールと重複したものになった。
2019年4月4日、正式なRFIが発簡された。RFIに示されたFLRAA計画のスケジュールの概要は、次のとおり。
- 2021年度第4四半期（2021年6月～9月）：契約締結
- 2023年度第2四半期（2023年1月～3月）：予備設計審査
- 2024年度第3四半期（2024年4月～6月）：初飛行
- 2024年度第4四半期（2024年7月～9月）：最終設計審査
- 2030年度第2四半期（2030年1月～3月）：部隊運用開始

この際、FVL計画を担当している准将ワォリー・リューゲンは、FLRAAは、JMR-TDにおいてベルV-280バローおよびシコルスキー・ボーイングSB-1デファイアントから収集されたデータに基づき、その契約に向けた公開競争に移行する準備を整えつつある、と述べた。
2020年3月、米陸軍はベルとシコルスキー/ボーイング企業連合に対して競作デモンストレーション契約を結んだ。ベルとシコルスキー/ボーイング企業連合はそれぞれ概念設計を完了し、FLRAA要件がそれぞれV-280 バローと SB-1 デファイアントの各候補のそれぞれの設計によってどのように満たされるかを説明する。
2022年12月6日、米陸軍はFLRAAにV-280を採用する決定を発表した。ただし採用理由は具体的に発表されておらず、空中給油機KC-46の選定時のように、デファイアント陣営は選定に対し抗議することは予想されており、実際に12月11日に、米国政府責任説明局（GAO、旧・会計検査院）はシコルスキーから異議申立の提出を受けたことを発表した。陸軍は敗者側からの抗議は予想しておりスケジュールには余裕が持たせてあるとしつつ、「GAO の要件に準拠する」と述べる以上のコメントは控えた。ベル側もコメントを差し控えている。回答期限であった2023年4月7日、GAOはシコルスキー及びボーイングからの異議申立を却下すると発表した。シコルスキー側は引き続き選定の再考を求める意向という。
またFLRAAの親計画である統合多用途・将来型垂直離着陸機計画（JMR / FVL）のうち中量級（Medium）についてはAH-64 アパッチ攻撃ヘリコプターも更新対象に入っているが、V-280選定に際してこの点は何も言及が無く、また前方投射武器を多く運用する攻撃機とティルトローターの構造上不適もあり、別の機体が選定される可能性がある（この面ではデファイアントの、通常ヘリと同様に機体左右の武装追加に特段制約が無い点は有利である）。
また（JMR / FVL）には海軍は参画していないため、同じH-60系列でもSH-60 シーホークについては後継機計画が具体化しておらずまったく未知数である。少なくとも、V-280では主に横幅、デファイアントではロータマスト高について、いずれも駆逐艦以下の中小艦艇の艦載機としてはサイズオーバーである。